# Flower (伴都美子の曲)
「Flower」（フラワー）は、日本の歌手・伴都美子の1作目のシングル。

## 概要
- 初のソロシングル。
- 表題曲はテレビドラマ『おいしいプロポーズ』の主題歌に、カップリング曲はゲームソフト『戦国BASARA2』のエンディングテーマにそれぞれ起用された[1]。
- ジャケットが異なるCD+DVD盤とCD盤の2形態で発売された。DVDには表題曲のミュージック・ビデオが収録された[1]。
- オリコンチャート初登場10位を獲得[2]。

## 収録曲
1. Flower [4:17]
作詞：小川マキ
作曲：大西克己
編曲：平出悟
2. Brave [4:41]
作詞：伴都美子
作曲：大西克己
編曲：平出悟
3. Flower -instrumental- [4:16]
作曲：大西克己
編曲：平出悟
表題曲のインストゥルメンタルバージョン。
4. Brave -instrumental- [4:38]
作曲：大西克己
編曲：平出悟
カップリング曲のインストゥルメンタルバージョン。

## 参加ミュージシャン
- 伴都美子：Vocals & Chorus (#1,2)

サポートミュージシャン
- 平出悟：Programmed & Electoric Guitar (全曲)、Acoustic Guitar (#2,4)
- 徳田善久：Acoustic Guitar (全曲)
- YUTARO：Bass (#1,3)
- 川渕文雄：Bass (#2,4)
- KOHEI：Drums (#1,3)
- 渋谷憲：Drums (#2,4)

## タイアップ
- TBS系列日曜劇場『おいしいプロポーズ』主題歌 (#1)
- カプコン社製PlayStation 2専用ゲームソフト『戦国BASARA2』エンディングテーマ (#2)

## 収録アルバム
- Van. (#1,2)
- 20年200曲 コンプリートベスト コレクションボックス (#1)
- 20年200曲+a LOVE ハイクオリティCD BOX (#1)
- 戦国BASARA GAME BEST (#2)